# 스크리밍 제이 호킨스

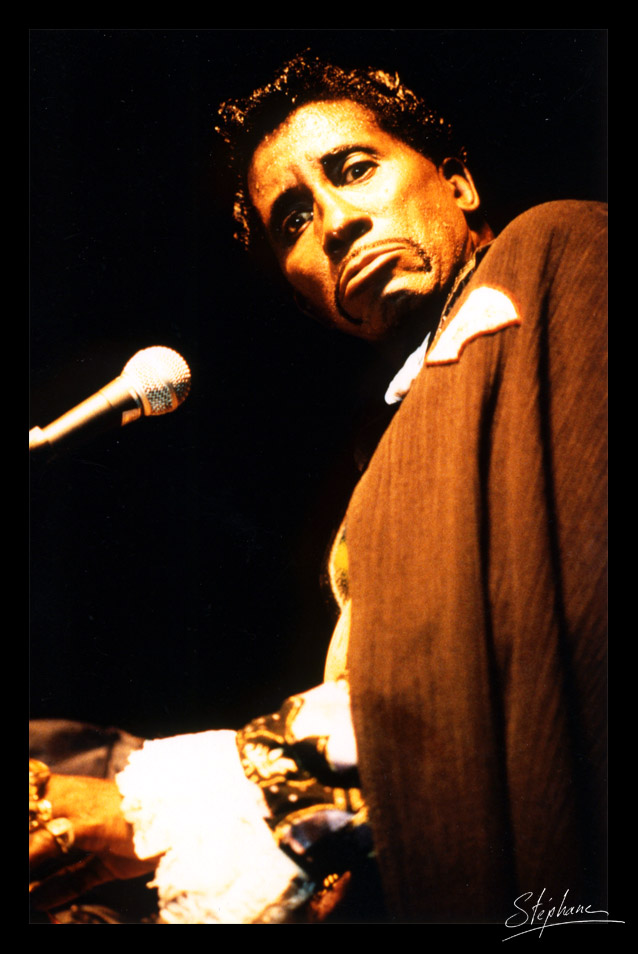

스크리밍 제이 호킨스(Screamin' Jay Hawkins, 1929년 7월 18일 ~ 2000년 2월 12일)는 미국의 음악가, 배우, 피아노 연주자, 가수, 작곡가, 작곡가 겸 작사가이다.
클리블랜드에서 태어났으며 뇌이쉬르센에서 사망하였다.